# 大分県立新生支援学校
大分県立新生支援学校（おおいたけんりつ しんせいしえんがっこう）は、大分県大分市にある公立特別支援学校。知的障害児を教育対象とする。

## 学部
- 小学部
- 中学部
- 高等部
- 訪問教育

## 沿革
- 1954年（昭和29年）5月6日 - 大分市立新生小学校として開校
- 1955年（昭和30年）4月8日 - 大分市立新生中学校を併設
- 1957年（昭和32年）3月31日 - 小中学校廃校（養護学校への切替えのため）
- 1957年（昭和32年）4月15日 - 大分市立新生養護学校として開校
- 1961年（昭和36年）9月2日 - 大分市南春日町に校舎移転
- 1979年（昭和54年）4月11日 - 訪問教育開始
- 1988年（昭和63年）1月1日 - 大分県に移管し、大分県立新生養護学校に改称
- 1994年（平成6年）11月1日 - 大分市大字玉沢に校舎移転
- 1995年（平成7年）4月1日 - 高等部開設
- 2010年（平成22年）4月1日 - 大分県立新生支援学校に改称

## 所在地
- 〒870-1155 大分県大分市玉沢980-1

## 交通
- 大分バストキハわさだタウン行きなどで新生養護学校前停留所下車